# De Strafste School van Vlaanderen
De Strafste School van Vlaanderen is een jaarlijkse wedstrijd voor scholen die door de Vlaamse publieke radiozender MNM wordt georganiseerd sinds 2011, waarbij men zoekt naar de gezelligste school van Vlaanderen of een school met een hart. De leerlingen van de school presenteren muzikale, sportieve en artistieke optredens aan de jury.
In 2011 waren de juryleden Tom De Cock, Mungu Cornelis en Kate Ryan en sprak Vlaams minister van Onderwijs Pascal Smet de winnaars toe. Aan de eerste edities namen reeds 324 scholen deel.
In 2012 bestond de jury uit Tom Dice, Aagje Vanwalleghem en MNM-dj Tom De Cock. Vlaams minister van Onderwijs Pascal Smet overhandigde de winnende school een ereplaat en een sponsor leverde computermateriaal aan de winnende school. De school kreeg een feest met live-optredens van Gers Pardoel, Iris, Tom Dice en Eline De Munck en de ochtend nadien een bezoek van Peter Van de Veire en Eva Daeleman met een live-uitzending van De Grote Peter Van de Veire Ochtendshow met ontbijt voor de leerlingen in de school. Met 453 deelnemende scholen uit het secundair onderwijs deed ongeveer de helft van de scholen in Vlaanderen mee aan de wedstrijd. Na voorrondes per provincie, bezocht de jury de vijf overgebleven scholen.

## Winnaars
- 2011: Sint-Niklaasinstituut in Kortrijk
- 2012: Instituut Heilige Familie in Sint-Niklaas[2]
- 2013: Instituut Spijker in Hoogstraten[3]
- 2014:   MSGO in Zelzate
- 2015: Provinciale Technische School in Mechelen[4]
- 2016: Stedelijk Lyceum Lamorinière in Antwerpen
- 2017: Sint-Bavohumaniora in Gent
- 2018: GO! Atheneum in Aalst
- 2019: Heilig Hartinstituut in Heverlee
- 2020: alle scholen, vanwege de coronapandemie
- 2021: GO! SBSO Zonnebos in Brasschaat
- 2022: Spes Nostra in Heule
- 2023: GO! Methodeschool Kompas in Sint-Truiden